# César pro nejlepší kameru
César pro nejlepší kameru je jedna z kategorií francouzské filmové ceny César. Kategorie existuje od roku 1976.

## Vítězové a nominovaní

### 70. léta
- 1976: Black Moon – Sven Nykvist
  - Stará puška – Étienne Becker
  - La Chair de l'orchidée – Pierre Lhomme
  - Divoch – Pierre Lhomme

- 1977: Nejlepší způsob chůze a Barocco – Bruno Nuytten
  - Hračka – Étienne Becker
  - Pan Klein – Gerry Fisher
  - Nejcennější co mám – Claude Renoir
  - Une femme fidèle – Claude Renoir

- 1978: Krab bubeník – Raoul Coutard
  - Prozřetelnost – Ricardo Aronovich
  - Řekněte jí, že ji miluji – Pierre Lhomme
  - L'Imprécateur – Andréas Winding

- 1979: Molière – Bernard Zitzermann
  - Zelený pokoj – Nestor Almendros
  - Docela obyčejný příběh – Jean Boffety
  - Judith Therpauve – Pierre Lhomme

### 80. léta
- 1980: Tess – Geoffrey Unsworth (in memoriam) a Ghislain Cloquet
  - Percival Galský – Nestor Almendros
  - Sestry Brontëovy – Bruno Nuytten
  - Studený bufet – Jean Penzer

- 1981: Poslední metro – Nestor Almendros
  - Smrt v přímém přenosu – Pierre-William Glenn
  - Můj strýček z Ameriky – Sacha Vierny
  - Bankéřka – Bernard Zitzermann

- 1982: Diva – Philippe Rousselot
  - Boj o oheň – Claude Agostini
  - Svědek – Bruno Nuytten
  - Malevil – Jean Penzer

- 1983: Pstruh – Henri Alekan
  - Vášeň – Raoul Coutard
  - Jeden pokoj ve městě – Jean Penzer
  - Bídníci – Edmond Richard

- 1984: Ahoj, tajtrlíku! – Bruno Nuytten
  - Tančírna – Ricardo Aronovich
  - Zhoubné pátrání – Pierre Lhomme
  - Měsíc v kanálu – Philippe Rousselot

- 1985: Neděle na venkově – Bruno de Keyzer
  - Georges Bizet: Carmen – Pasqualino De Santis
  - Pevnost Saganne – Bruno Nuytten
  - Láska až za hrob – Sacha Vierny

- 1986: Umírá se jen dvakrát – Jean Penzer
  - Schůzka – Renato Berta
  - Harém – Pasqualino De Santis
  - Podzemka – Carlo Varini

- 1987: Thérèse – Philippe Rousselot
  - Zlá krev – Jean-Yves Escoffier
  - Jean od Floretty – Bruno Nuytten
  - Mélo – Charlie Van Damme

- 1988: Na shledanou, chlapci – Renato Berta
  - Miss Mona – Patrick Blossier
  - Pod sluncem Satanovým – Willy Kurant

- 1989: Camille Claudelová – Pierre Lhomme
  - Medvědi – Philippe Rousselot
  - Magická hlubina – Carlo Varini

### 90. léta
- 1990: Indické nokturno – Yves Angelo
  - Život a nic jiného – Bruno de Keyzer
  - Příliš krásná – Philippe Rousselot

- 1991: Cyrano z Bergeracu – Pierre Lhomme
  - Brutální Nikita – Thierry Arbogast
  - Manžel kadeřnice – Eduardo Serra

- 1992: Všechna jitra světa – Yves Angelo
  - Van Gogh – Gilles Henry a Emmanuel Machuel
  - Delikatesy – Darius Khondji

- 1993: Indočína – François Catonné
  - Klavíristka – Yves Angelo
  - Srdce v zimě – Yves Angelo
  - Milenec – Robert Fraisse

- 1994: Germinal – Yves Angelo
  - Smoking / No Smoking – Renato Berta
  - Tři barvy: Modrá – Sławomir Idziak

- 1995: Královna Margot – Philippe Rousselot
  - Leon – Thierry Arbogast
  - Plukovník Chabert – Bernard Lutic

- 1996: Husar na střeše – Thierry Arbogast
  - Nenávist – Pierre Aïm
  - Město ztracených dětí – Darius Khondji

- 1997: Mikrokosmos – Claude Nuridsany a Marie Perennou
  - Nevinné krutosti – Thierry Arbogast
  - Rozmary řeky – Jean-Marie Dreujou

- 1998: Pátý element – Thierry Arbogast
  - Artemisia – Benoît Delhomme
  - Hrbáč – Jean-François Robin

- 1999: Všichni, kdo mě mají rádi, pojedou vlakem – Éric Gautier
  - Vysněný život andělů – Agnès Godard
  - Place Vendôme – Svět diamantů – Laurent Dailland

### 0. léta
- 2000: Himaláj – Karavana – Éric Guichard
  - Johanka z Arku – Thierry Arbogast
  - Dívka na mostě – Jean-Marie Dreujou

- 2001: Beau travail – Agnès Godard
  - Sentimentální osudy – Éric Gautier
  - Purpurové řeky – Thierry Arbogast

- 2002: Důstojnický pokoj – Tetsuo Nagata
  - Amélie z Montmartru – Bruno Delbonnel
  - Čti mi ze rtů – Mathieu Vadepied

- 2003: Pianista – Paweł Edelman
  - Amen. – Patrick Blossier
  - 8 žen – Jeanne Lapoirie

- 2004: Šťastnou cestu – Thierry Arbogast
  - Napoleon – Pierre Aïm
  - Zbloudilí – Agnès Godard

- 2005: Příliš dlouhé zásnuby – Bruno Delbonnel
  - Život je peklo – Éric Gautier
  - Dva bratři – Jean-Marie Dreujou

- 2006: Tlukot mého srdce se zastavil – Stéphane Fontaine
  - Gabriela – Éric Gautier
  - Pravidelní milenci – William Lubtchansky

- 2007: Lady Chatterleyová – Julien Hirsch
  - Den vítězství – Patrick Blossier
  - Zbloudilá srdce – Éric Gautier
  - Nikomu to neříkej – Christophe Offenstein
  - Agent 117 – Guillaume Schiffman

- 2008: Edith Piaf – Tetsuo Nagata
  - Skafandr a motýl – Janusz Kamiński
  - Druhý dech – Yves Angelo
  - Mezi nepřáteli – Giovanni Fiore Coltellacci
  - Tajemství – Gérard de Battista

- 2009: Séraphine – Laurent Brunet
  - Veřejný nepřítel č. 1 a Veřejný nepřítel č. 1: Epilog – Robert Gantz
  - Vánoční příběh – Éric Gautier
  - Dům u dálnice – Agnès Godard
  - Paříž 36 – Tom Stern

### 10. léta
- 2010: Prorok – Stéphane Fontaine
  - Coco Chanel – Christophe Beaucarne
  - Welcome – Laurent Dailland
  - Les Herbes folles – Éric Gautier
  - À l'origine – Glynn Speeckaert

- 2011: O bozích a lidech – Caroline Champetier
  - Turné – Christophe Beaucarne
  - Muž ve stínu – Paweł Edelman
  - Princezna z Montpensier – Bruno de Keyzer
  - Serge Gainsbourg – Guillaume Schiffman

- 2012: Umělec – Guillaume Schiffman
  - Polisse – Pierre Aïm
  - Nevěstinec – Josée Deshaies
  - Ministr – Julien Hirsch
  - Nedotknutelní – Mathieu Vadepied

- 2013: Sbohem, královno – Romain Winding
  - Láska – Darius Khondji
  - Na dřeň – Stéphane Fontaine
  - Holy Motors – Caroline Champetier
  - Láska všemi deseti – Guillaume Schiffman

- 2014: L'Extravagant Voyage du jeune et prodigieux T. S. Spivet – Thomas Hardmeier
  - Neznámý od jezera – Claire Mathon
  - Michael Kohlhaas – Jeanne Lapoirie
  - Renoir – Mark Lee Ping-Bin
  - Život Adèle – Sofian El Fani

- 2015: Timbuktu – Sofian El Fani
  - Kráska a zvíře – Christophe Beaucarne
  - Saint Laurent – Josée Deshaies
  - Sils Maria – Yorick Le Saux
  - Yves Saint Laurent – Thomas Hardmeier

- 2016: Valley of Love – Christophe Offenstein
  - Dheepan – Éponine Momenceau
  - Marguerite – Glynn Speeckaert
  - Mustang – David Chizallet a Ersin Gök
  - Tři vzpomínky – Irina Lubtchansky

- 2017: Frantz – Pascal Marti
  - Elle – Stéphane Fontaine
  - Agnus dei – Caroline Champetier
  - Líná zátoka – Guillaume Deffontaines
  - Kameny bolesti – Christophe Beaucarne

- 2018: Na shledanou tam nahoře – Vincent Mathias
  - 120 BPM – Jeanne Lapoirie
  - Barbara – Christophe Beaucarne
  - Dopisy z fronty – Caroline Champetier
  - Obávaný – Guillaume Schiffman

- 2019: The Sisters Brothers – Benoît Debie
  - Bolest – Alexis Kavyrchine
  - Utop se, nebo plav – Laurent Tangy
  - Střídavá péče – Nathalie Durand
  - Madam J – Laurent Desmet

### 20. léta
- 2020: Portrét dívky v plamenech – Claire Mathon
  - Tenkrát podruhé – Nicolas Bolduc
  - Žaluji! – Paweł Edelman
  - Bídníci – Julien Poupard
  - Slitování – Irina Lubtchansky

- 2021: Sbohem, blbci! – Alexis Kavyrchine
  - Adolescentes – Antoine Parouty a Paul Guilhaume
  - Osel, milenec a já – Simon Beaufils
  - Milostné historky – Laurent Desmet
  - Léto 85 – Hichame Alaouié

- 2022: Ztracené iluze – Christophe Beaucarne
  - Annette – Caroline Champetier
  - Paříž, 13. obvod – Paul Guilhaume
  - Onoda – Tom Harari
  - Titan –  Ruben Impens

- 2023: Pacifiction – Artur Tort
  - Navždy mladí – Julien Poupard
  - En corps – Alexis Kavyrchine
  - Noc 12. – Patrick Ghiringhelli
  - Saint Omer – Claire Mathon

- 2024: Říše zvířat – David Cailley
  - Anatomie pádu – Simon Beaufils
  - Umění jíst a milovat – Jonathan Ricquebourg
  - Případ Goldman – Patrick Ghiringhelli
  - Tři mušketýři: D'Artagnan a Tři mušketýři: Milady – Nicolas Bolduc

- 2025: Emilia Pérez – Paul Guilhaume
  - Zběsilá láska – Laurent Tangy
  - Hrabě Monte Christo – Nicolas Bolduc
  - Sulejmanův příběh – Tristan Galand
  - Pro smilování! – Claire Mathon